# 第二次イーペル会戦
第二次イーペル会戦は、第一次世界大戦中の1915年4月22日から5月25日にかけて行われた、イーペルの戦いにおける2回目のドイツ軍の攻勢。連合軍の反攻によって前年秋に失陥したイーペルを再び奪取するため行われた。
この戦いでは人類史上初めて戦線レベルの大規模な毒ガス攻撃が行われ、ドイツ軍の散布した塩素ガスと砲列の集中砲火は、連合軍を駆逐し、イーペルは灰塵と化した。

## 背景

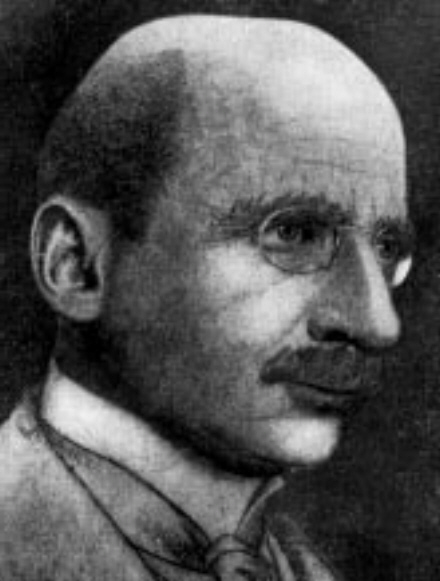
塹壕の行き詰まりを打開するための武器として空気より重い塩素ガスの使用を提案したドイツの化学者、フリッツ・ハーバー。

ドイツの著名な化学者であるヴァルター・ネルンストは、1914年にボランティア運転手として軍隊に参加し、塹壕戦が膠着している様を目の当たりにした。そこで彼は、科学者との連絡を担当するドイツ軍参謀のマックス・バウアー大佐に、催涙ガスによる奇襲で相手を塹壕から追い出すことを提案した。化学者のフリッツ・ハーバーは、このアイデアの実地試験を観察し、より比重の重い塩素ガスを使うことを提案した。
ドイツ軍司令官エーリッヒ・フォン・ファルケンハインはこの新兵器の試用に同意したが、第4軍による陽動作戦に使用するつもりだった。ファルケンハインは、同盟国オーストリア＝ハンガリーのロシア帝国に対するゴリツェ＝タルヌフ攻勢を援助するために部隊が東部戦線へ移動したことを隠すためにガスを使用しようと考えた。ガスの放出方法はシリンダーから液体塩素を吸い出して噴霧するものだったが、バルブが凍ってしまってガスを直接放出できなかったため、風でガスを敵陣に飛ばすこととした。合計5730本のガスボンベが前線に運び込まれ、最も大きいものは1本40キログラム（88ポンド）もあった。ガス筒の設置は、ハーバー、オットー・ハーン、ジェームズ・フランク、グスタフ・ヘルツが監督した。砲弾でシリンダーが2度破壊され、2回目には3人が死亡し、50人が負傷した。ドイツ軍の中には、鉱山労働者の酸素呼吸器によって保護された者もいた。
作戦の実施場所にはイーペル稜線が選ばれた。この高地は運河に沿って町の東周を囲む形になっており、稜線の北側ではベルギー軍がエイゼル川の戦線を守り、稜線の南部はフランス軍の2個師団が守っていた。中央部に展開していた守備部隊主力のイギリス第二軍の第二軍団と第五軍団は、第一、第二、第三騎兵師団と第四、第二十七、第二十八、ノーサンブリア、ラホール、第一カナダ師団で構成されていた。

## 戦闘の経過
イギリス軍のE・A・ジェームズ中尉は自著『フランドルにおける 1914～1918 年の英仏軍の交戦記録』にて、各戦闘の概要と関与した編隊を記載している。同著の「1915年のイーペルの戦い」では、英第2軍が関与した6回の戦闘が記録されており、その内の4回が「第2次会戦（4月22日～5月25日）」に該当する。
- グラーヴェンシュターフェルの戦い 4月22日～23日

- サン・ジュリアンの戦い：4月23日～5月4日

- フレゼンベルクの戦い 5月8日～13日

- ベルワールの戦い：5月24日～25日

### グラーヴェンシュターフェル峰の戦い（1915年4月22〜23日）

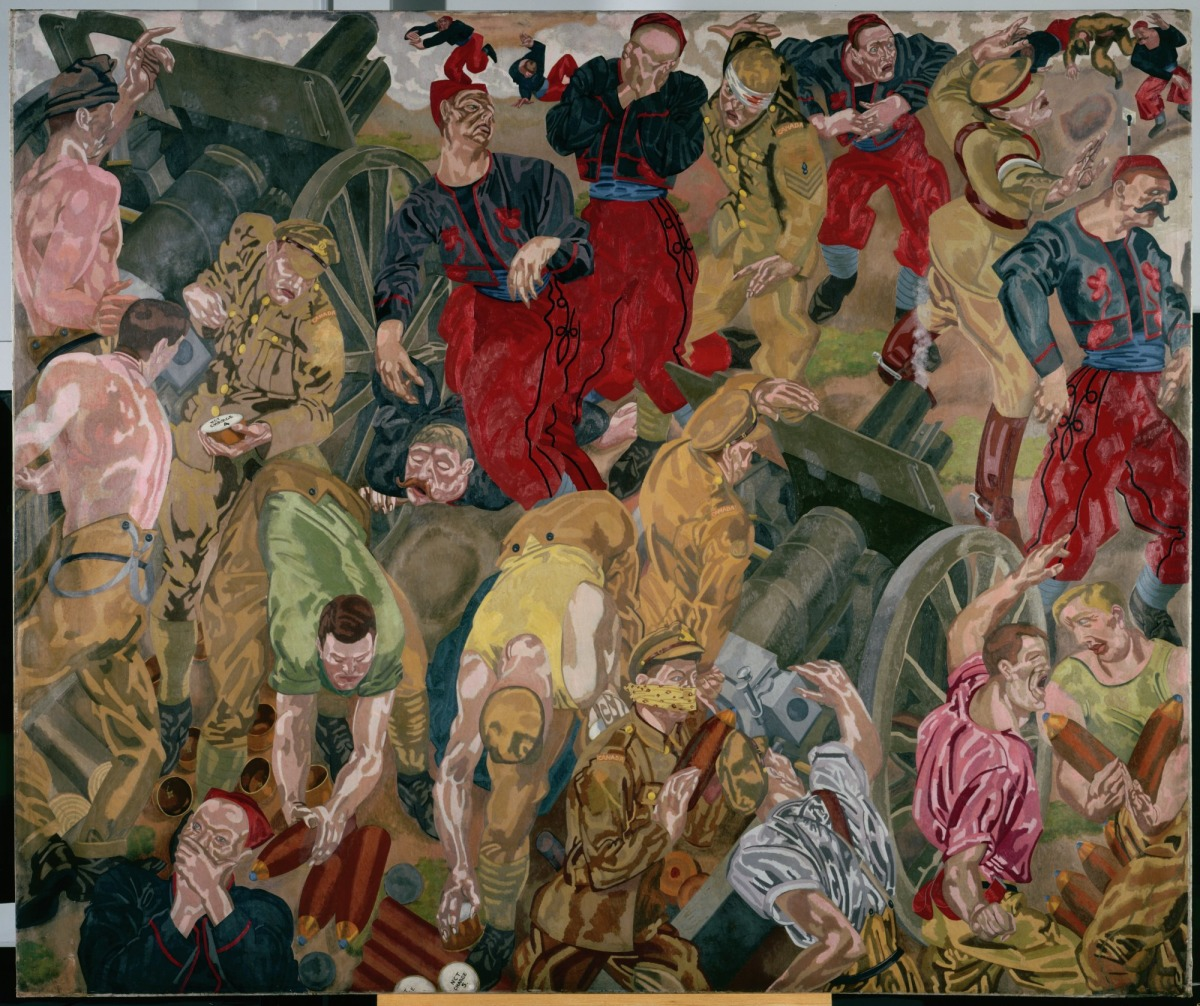
22日のドイツ軍攻勢でガス攻撃を受けるフランス海外部隊および植民地軍を描いた作品。イギリスの戦争画家、ウィリアム・ロバーツ(en)の代表作。

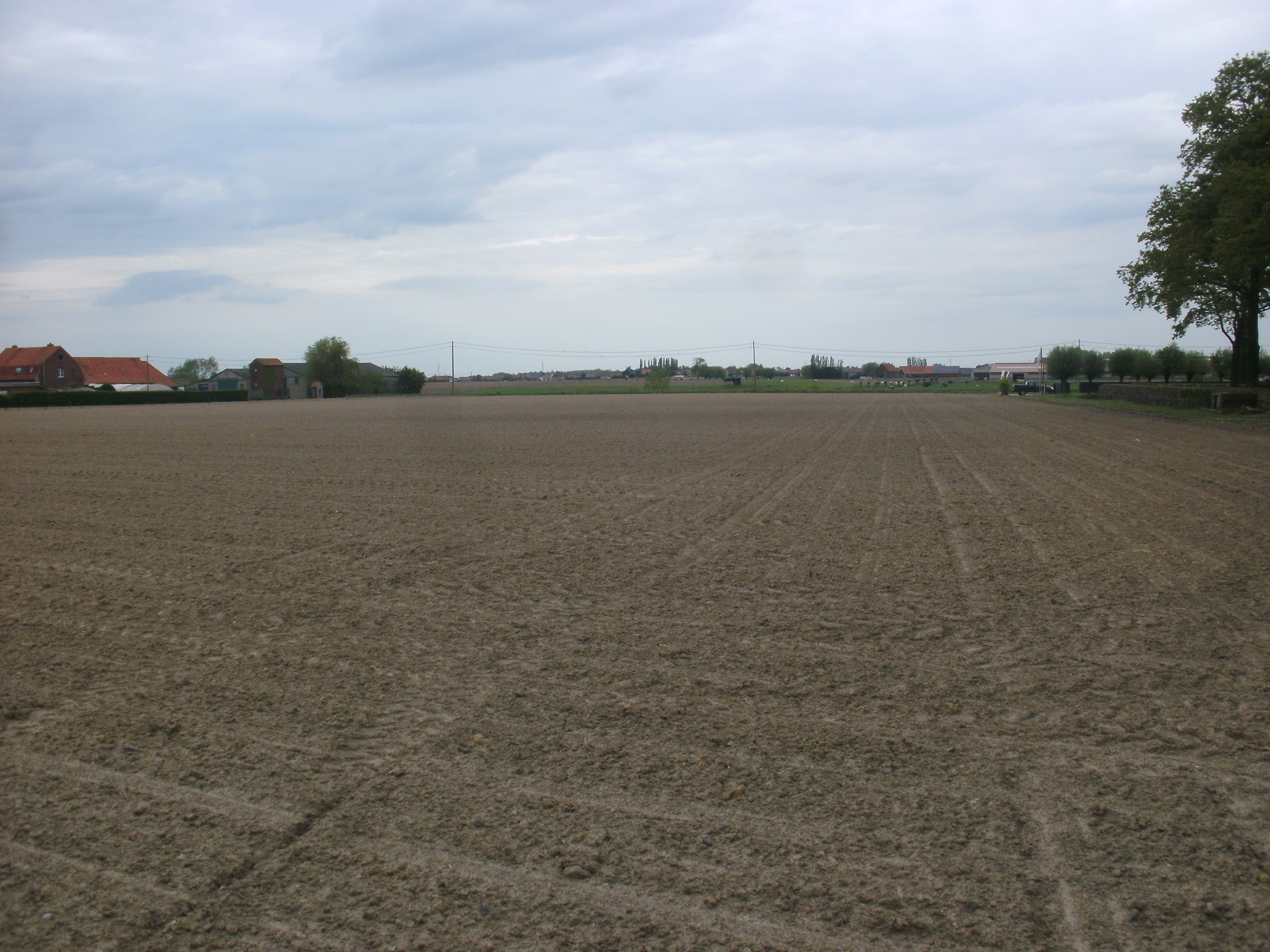
ランゲマルク＝プールカペッレにて：ランゲマルク戦争墓地(en)のすぐ西の位置から、ガス攻撃を行ったドイツ軍の塹壕跡地に向かってほぼ真北を撮影。この周辺のドイツ軍塹壕は左側の農家から右側の柳の木立まで続いていた。

1915年4月22日午後5時頃、ドイツ帝国第4軍はフランス海外部隊とモロッコ及びアルジェリアからの植民地軍(en)が守備するランゲマルク村(北緯50度55分 東経02度55分 / 北緯50.917度 東経2.917度)からグラーヴェンシュタフェル村(北緯50度53分28秒 東経2度58分44秒 / 北緯50.891度 東経2.979度)までの6.5キロメートルで171トン（168ロングトン）の塩素ガスを放出した。ガス雲の通り道にいたフランス軍は2,000～3,000人の死傷者を出し、800～1,400人が死亡した。部隊が崩壊した前線では、
...憔悴し、コートを捨てるか羽織っただけの兵士達が、スカーフを投げ捨てて狂ったようにあちこちへと走り、水を求めて叫び、血を吐き、中には喘ぎながら地面を転がる者もいた。—第90歩兵旅団、アンリ・モルダック大佐